# Triakontanol
Triakontanol (triakontan-1-ol) je mastný alkohol se vzorcem C30H62O. Nachází se v kutikulárních voscích rostlin a ve včelím vosku. Triakontanol stimuluje růst řady rostlin, jako jsou růže. Působí skrz urychlení fotosyntézy, proteosyntézy, transportu živin, a zvýšení aktivity enzymů. Používá se ke zvýšení výnosů řady plodin.

## Účinky
Triakontanol má v různých rostlinách odlišné účinky, co se týče fotosyntézy a dalších dějů, podle toho jestli jde o C3, nebo C4 rostlinu. U rajčete (C3 rostliny), zvyšuje suchou hmotnost listů a omezuje fotosyntézu o 27 %, zatímco v kukuřici na ní nemá pozorovatelný vliv.
Účinky triakontanolu záleží na použitém množství této látky; vysoké dávky mohou růst rostlin naopak zpomalovat. Triakontanol dokáže zvyšovat výnosy některých léčivých rostlin. Triakontanol může být použit také pro navýšení výroby opia a morfinu.
Triakontanol urychluje dělení rostlinných buněk, což vede k větším kořenům a výhonkům. Při použití ve vhodném množství v době největšího růstu rostliny zlepšuje aktivitu enzymů v kořenech a činnost hormonů. Navýšení rychlosti fotosyntézy, které vyvolává, způsobuje, že rostlina vytváří více sacharidů a dostává jich skrz kořeny více do rhizosféry. Větší množství sacharidů podpoří výměnu živin mezi rostlinami a mikroorganismy v půdě. Mikroorganismy, které získají více sacharidů, vykazují vyšší aktivitu a lépe získávají živiny například při fixaci dusíku. Živiny, jež tyto mikroorganismy dostávají do půdy, poté rostliny využívají k tvorbě složitějších sloučenin důležitých pro růst a ochranu proti škodlivým mikrobům.

## Příprava
Triakontanol lze uměle připravit několika způsoby. První z nich využívá anhydrid kyseliny jantarové a kyselinu dokosanovou, které se po dvojici acylací navazují na thiofen do poloh 2 a 5. Vzniklý 2-5 substituovaný thiofen je poté desulfurizován za katalýzy Raneyovým niklem. Takto vytvořená kyselina triakontanová se redukuje hydridem lithno-hlinitým na triakontan-1-ol.
Další způsob je založen na použití oktadekan-1-olu a dodekan-1,12-diolu. Oktadekanol se oxiduje na příslušný aldehyd, oktadekanal. Dodekan-1,12-diol je bromován a meziprodukt následně reaguje s 1-hydroxy-12-trifenylfosfoniumbromidem. Konečné produkty obou těchto větví poté vstupují do vzájemné Wittigovy reakce, jejíž produkt se hydrogenuje na triakontanol.